# Bugatti Type 14
Der Bugatti Type 14 ist ein Rennwagen. Hersteller war Bugatti aus dem Elsass.

## Beschreibung
Dies war das erste Modell von Bugatti mit einem Achtzylindermotor. Dazu wurden zwei Vierzylindermotoren vom Type 13 zusammengesetzt. Die Zylinderbohrung betrug 65 mm, der Kolbenhub 100 mm und der Hubraum 2674 cm³.
Es gibt einen Hinweis auf eine Motorleistung von 167 PS. Das erscheint viel zu hoch. Zum Vergleich: Im Type 13 leistete ein Motor in seiner letzten Ausführung mit etwas mehr Hubraum und Vierventiltechnik maximal 50 PS. Auch der 5-Liter-Motor im Type 18 leistete nur 90 bis 100 PS.
Der Motor war vorne im Fahrzeug eingebaut. Vor dem Wasserkühler befand sich eine aerodynamische Verkleidung. Der Motor trieb die Hinterachse an. Die Karosserie lief nach hinten spitz zu.
Es gibt Hinweise darauf, dass das Fahrgestell auf jenem des Type 15 basierte. Der Radstand soll 250 cm betragen haben und die Spurweite 115 cm.
Das Fahrzeug wurde nur bei einem Rennen eingesetzt. Dies war das Bergrennen Course de côte de Gaillon bei Gaillon am 9. Oktober 1912. Das Fahrzeug erhielt die Startnummer 9. Es erreichte das Ziel nicht.

## Modellauto
CG Models fertigte später Modellautomobile im verkleinerten Maßstab von 1:43.